# Hermann Böhner
Hermann Böhner (* 31. Juli 1922 in Würzburg; † 11. Mai 2012) war ein Brigadegeneral des Heeres der Bundeswehr.

## Leben
Böhner, als Sohn eines Kaufmanns geboren, trat am 3. Dezember 1941 in die Wehrmacht ein und war Kriegsoffizierbewerber in der Nachrichtenersatzabteilung 7 in München bis März 1942. Am 21. Januar 1944 wurde er mit Rangdienstalter 1. Dezember 1943 zum Leutnant der Reserve ernannt. Im Januar und Februar 1944 war er Zugführer in der Nachrichtenabteilung 117 in Griechenland und anschließend bis Juli 1944 Leiter des Nachrichtendienstes im Stab der 117. Jäger-Division in Griechenland. Von Juli 1944 bis Mai 1945 war er Zugführer, Ordonnanzoffizier und Bataillonsadjutant im Jägerregiment 749 in Griechenland und Jugoslawien. Am 30. Januar 1945 wurde er mit Rangdienstalter 20. April 1945 zum Oberleutnant der Reserve ernannt. Von Mai bis August 1945 war er in US-amerikanischer Kriegsgefangenschaft.
Böhner studierte ab dem Wintersemester 1945 Rechtswissenschaft an der Ludwig-Maximilians-Universität München und der Johann Wolfgang Goethe-Universität Frankfurt am Main bis zum Sommersemester 1950. 1951 bis 1952 besuchte er die Handelshochschule in Stockholm und war von April 1951 bis September 1952 Privatsekretär der Carlonie Elisabeth-Stiftung in Vaduz und Stockholm. Von Mai bis Dezember 1955 war er Geschäftsführer der Automaten-Be- und Vertriebsgesellschaft in Stuttgart und von Januar 1953 bis September 1956 Geschäftsführer der Vacumet GmbH in Wiesbaden.
Am 11. September 1956 wurde Böhner als Oberleutnant in die Bundeswehr eingestellt und war zunächst bis September 1959 als S1-Offizier (Personal) des Panzerfernmeldebataillons 3 in Hamburg tätig. Von Oktober 1959 bis Dezember 1960 absolvierte er den 3. Generalstabslehrgang Heer an der Führungsakademie der Bundeswehr in Hamburg, wo er zum Offizier im Generalstabsdienst ausgebildet wurde. Danach wurde er stellvertretender Bataillonskommandeur des Fernmeldebataillons 7 in Unna und ab Januar 1963 G2-Stabsoffizier (Militärisches Nachrichtenwesen) der 7. Panzergrenadierdivision in Unna. Ab Oktober 1963 war er Lehrstabsoffizier an der Fernmeldeschule des Heeres in Feldafing. Im April 1973 wurde er Kommandeur des Fernmeldekommandos 3 des III. Korps (Korpsfernmeldekommandeur) in Koblenz. Am 1. Oktober 1976 wurde er zum Brigadegeneral ernannt und Kommandeur der Führungsfernmeldebrigade 900 in Meckenheim. Aus dieser Dienststellung wurde er mit Ablauf des September 1982 in den Ruhestand versetzt.
Böhner wurde in Seehausen am Staffelsee beigesetzt.

## Auszeichnungen
- Eisernes Kreuz II. Klasse (31. Oktober 1944)
- Verwundetenabzeichen in Schwarz (31. Oktober 1944)
- Verdienstkreuz I. Klasse des Verdienstordens der Bundesrepublik Deutschland